# 波卡帕利亚
波卡帕利亚（義大利語：Pocapaglia），是意大利库内奥省的一个市镇。总面积17平方公里，人口3209人，人口密度188.8人/平方公里（2009年）。ISTAT代码为004170。